# Орський трамвай
Орський трамвай — діюча трамвайна мережа у місті Орськ, Росія. Введена в експлуатацію у 1948 році. У жовтні 2008 відбулося об'єднання трамвайних колій селища ОЗТП і основної міської лінії.

## Маршрути
На початок 2010-х були в дії такі маршрути:
- 1 ст. Никель — «Авангард» — 240 кв
- 2 ст. Никель — 2 участок — ЦМК-ЮУМЗ
- 3 ст. Никель — 2 участок — микрорайон 3С.
- 4 Ст. Орск — «Авангард» — микрорайон 3С.
- 4А Микрорайон 3с — 2 участок — ЦМК-ЮУМЗ (микрорайон 3С)
- 5 ОЗТП — 2 участок — 240 к
- 7 (тільки в робочі дні у годину пік) 240 квартал — ЦМК-ЮУМЗ
- 8 (тільки в робочі дні у годину пік) Микрорайон 3С — ЦМК-ЮУМЗ

## Рухомий склад на початок 2010-х
| Тип     | Штук |
| ------- | ---- |
| KTM-5   | 106  |
| KTM-5A  | 6    |
| KTM-8K  | 1    |
| KTM-8KM | 8    |

## Ресурси Інтернету
- Офіційний сайт [Архівовано 17 жовтня 2015 у Wayback Machine.]
- Галерея і бази даних депо [Архівовано 30 вересня 2015 у Wayback Machine.]
- orsk-tramway.narod.ru [Архівовано 4 березня 2016 у Wayback Machine.]
- Інформація про будівництво з'єднання в лінією ОЗТП [Архівовано 4 березня 2016 у Wayback Machine.]